# セレンディピティ (映画)
『セレンディピティ』（Serendipity）は、2001年に公開されたアメリカ合衆国の映画。ビデオタイトルは『セレンディピティ 〜恋人たちのニューヨーク〜』。

## あらすじ
テレビプロデューサーのジョナサンは、クリスマス前のニューヨークのデパートで、心理カウンセラーのサラと同時に残り一つの商品に手をふれる形で出会った。二人は譲り合ううちにひかれていき、『セレンディピティ3』というカフェでお茶をした。店を出て別々に別れた二人は再会を果たす。

## キャスト
| 役名                       | 俳優                   | 日本語吹き替え | 日本語吹き替え |
| 役名                       | 俳優                   | ソフト版       | 機内上映版     |
| -------------------------- | ---------------------- | -------------- | -------------- |
| ジョナサン・トラガー       | ジョン・キューザック   | 家中宏         | 井上倫宏       |
| サラ・トーマス             | ケイト・ベッキンセイル | 安藤麻吹       | 魏涼子         |
| イヴ                       | モリー・シャノン       | 唐沢潤         |                |
| ディーン・カンスキー       | ジェレミー・ピヴェン   | 坂東尚樹       | 檀臣幸         |
| ラース・ハモンド           | ジョン・コーベット     | 清水明彦       | 西凜太朗       |
| ハリー・ブキャナン         | ブリジット・モイナハン | 魏涼子         | 小松由佳       |
| ブルーミングデールの販売員 | ユージン・レヴィ       | 富田耕生       | 斎藤志郎       |

## 備考
当初は世界貿易センターが撮影されていたが、同時多発テロのあとCG処理でカットされた。